# 非單親關係
是一套2010年的美國喜劇劇情片，由莉莎·蔻洛丹柯執導，安妮·貝寧、茱莉安·摩亞及麥克·路化奴等主演。電影以一個由一對女同志及她們兩名子女組成的家庭為中心，描述孩子們找到他們的精子捐贈者後發生的故事。
此片於2010年贏得泰迪熊獎最佳劇情片獎。2023年3月，本片在爛蕃茄發表「270部由21世紀女性執導的電影佳作」清單榜上有名。

## 演員表
- 茱莉安·摩亞 飾 茱莉斯（Jules）

幫忙理家，沒有職業生涯，正籌辦開園林設計生意；阿力的妻子、鍾妮和里沙的母親；懷胎生下兒子里沙
- 安妮·貝寧 飾 阿力（Nic）

婦產專科醫生；茱莉斯的妻子、鍾妮和里沙的母親；懷胎生下女兒鍾妮
- 麥克·路化奴 飾 保羅（Paul）

有機食物餐館的老闆；阿力及茱莉斯兩名孩子的精子捐贈者
- 蜜雅·娃絲柯思卡 飾 鍾妮（Joni）

阿力及茱莉斯剛滿18歲的女兒，過了暑假就上大學
- 祖舒·克治遜 飾 里沙（Laser）

阿力及茱莉斯15歲的兒子；要求鍾妮幫助他尋找「生父」
- 雅雅·達克斯塔 飾 Tanya，保羅的朋友
- Tamara Witmer 飾 保羅餐館的女侍應
- Eddie Hassell 飾 Clay，里沙的朋友
- 柔夏·瑪美德 飾 莎夏（Sasha），鍾妮的朋友
- Kunal Sharma 飾 Jai，鍾妮的朋友

## 製作
莉莎·蔻洛丹柯及Blumberg早在2004年末已開始談論故事大概。

## 奖项
该片获得第68屆金球獎音乐或喜剧类最佳影片和最佳女主角（安妮·貝寧）两个奖。

## 參註
1. ↑  .   [2010-11-30]. （原始内容存档于2011-02-28）.
2. ↑  Farley, Christopher John. . Wall Street Journal. July 7, 2010  [July 14, 2010]. （原始内容存档于2010-07-13）.
3. ↑  . Box Office Mojo. Box Office Mojo.   [September 12, 2010]. （原始内容存档于2018-09-12）.
4. ↑  . 爛番茄. 2023-03-09  [2023-03-09]. （原始内容存档于2023-03-09）.
5. 1 2 3 4  Horn, John. . Los Angeles Times. June 17, 2010  [June 17, 2010]. （原始内容存档于2010-07-28）.

## 外部連結
- 官方网站
- 互联网电影数据库（IMDb）上《非單親關係》的资料（英文）
- AllMovie上《非單親關係》的资料（英文）
- Box Office Mojo上《非單親關係》的資料（英文）
- Metacritic上《非單親關係》的資料（英文）
- 爛番茄上《非單親關係》的資料（英文）